# Roger Gillioz
Pour les articles homonymes, voir Gillioz.
Roger Gillioz (1934-1991) est un réalisateur suisse francophone de télévision. 

## Biographie
Licencié en lettres de l'Université de Genève, Roger Gillioz obtient un master de cinéma à l'Université de Los Angeles avant d'achever sa formation de réalisateur à Hollywood en travaillant pour la Paramount, la MGM et NBC. 
De retour en Suisse, il travaille pour Telvetia et devient réalisateur à la Télévision suisse romande, dirgeant aussi bien des émissions de divertissement que des documentaires ou des fictions. Il tourne pour la TSR des téléfilms comme Le Refuge (1978) avec Jean-Marc Bory ou La Caravane (1983) avec Catherine Allégret et Lambert Wilson faisant l'expérience de la vidéo légère.
De sa carrière « française », on retient surtout la série à succès Le Dessous du ciel avec Marie-Georges Pascal, Gérard Chambre, Patrick Verde et Pierre Brice diffusée en 1974 et connue dans les pays germaniques sous le titre Ein Mädchen fällt vom Himmel.

## Filmographie
- 1968 :  À chacun son paradis, téléfilm produit par la SSR
- 1969 :  Une femme à aimer, série télévisée coproduite par Telvétia, la TSR et l'ORTF (coréalisation avec Robert Guez)
- 1970 :  Lumière violente, série télévisée coproduite par Telfrance et l'ORTF
- 1974 :  Le Dessous du ciel, série télévisée coproduite par Telfrance et l'ORTF
- 1978 :  Le Refuge, téléfilm produit par la TSR (également scénariste)
- 1983 :  La Veuve joyeuse, téléfilm produit par la TSR
- 1983 :  La Caravane, téléfilm produit par la TSR
- 1986 :  Le Tiroir secret, mini série coproduite par la TSR, la RTBF, la RAI et FR3 (coréalisation avec Édouard Molinaro, Michel Boisrond et Nadine Trintignant)
- 1988 :  Le Funiculaire des anges, un épisode de la série télévisée Série noire coproduite par Hamster Productions, RTL, la RAI, la TSR et TF1